# Pierre Werner
Pour les articles homonymes, voir Werner.
Pierre Werner, né le 29 décembre 1913 à Saint-André-lez-Lille (France) et mort le 24 juin 2002 à Luxembourg, est un homme d'État luxembourgeois. Premier ministre de 1959 à 1974 et de 1979 à 1984, il est considéré comme l'un des pères de l'Euro de par son rapport de 1970,.

## Biographie

### Jeunesse et études
Pierre Werner, après ses études secondaires à Luxembourg (École industrielle et commerciale, puis année terminale de l'Athénée grand-ducal), entame ses études supérieures aux Cours supérieurs de Luxembourg (1933-1934) avant de les poursuivre à la faculté de droit de l'université de Paris ainsi qu'à l’École libre des sciences politiques (1934-1937). En 1938, il passe son doctorat en droit à Luxembourg (système de la collation des grades). Membre actif de plusieurs associations étudiantes d'inspiration catholique, il devient vice-président de l'une d'entre elles en 1937, Pax Romana.

### Activités
Après avoir passé son doctorat de droit au Luxembourg en 1938, il entre à la Banque générale du Luxembourg, où il est affecté jusqu’en octobre 1944 au Secrétariat de direction. À partir de 1942, il collabore au réseau de résistance français de la famille Martin et peut faire passer divers renseignements au Gouvernement luxembourgeois replié à Londres. Après la guerre, Pierre Werner devient attaché au ministère des Finances luxembourgeois. En 1945, il est nommé Commissaire au contrôle des banques, fonction qu’il occupe jusqu’en 1949 tout en exerçant conjointement celle de Conseiller du gouvernement. Il est alors responsable de l’organisation du contrôle bancaire, du marché du crédit et de la collaboration financière internationale, ce qui lui permet de se familiariser avec deux institutions financières internationales nouvellement créées, le Fonds monétaire international (FMI) et la Banque mondiale.

### Engagement européen
Pierre Werner s’engage aux côtés de Jean Monnet dans le Comité d’action pour les États-Unis d’Europe. Plus tard il devint membre fondateur de la Fondation Jean Monnet pour l’Europe à Lausanne, en Suisse. Militant au sein du Parti populaire chrétien-social (PCS), il devient ministre des Finances et de la Force armée en décembre 1953, après le décès inopiné du président du gouvernement Pierre Dupong.
En tant que président du gouvernement luxembourgeois on lui doit la proposition du compromis de Luxembourg, qui met fin a la politique de la chaise vide.
Dans le sillage du sommet européen de La Haye de 1969 et du plan Barre de 1970, il se voit confier en mars de la même année, à la demande du Conseil de la Communauté économique européenne (CEE), la présidence d’un groupe spécial d’études. Celui-ci est chargé de l’établissement d’un plan par étapes de l’union économique et monétaire (UEM). Le travail de ce groupe aboutit au rapport Werner, présenté le 8 octobre 1970 à la Commission européenne et aux Gouvernements des États membres. Dans le processus de la construction européenne, ce rapport présente une avancée majeure en matière de politique monétaire en prévoyant un transfert de responsabilités des États membres vers la Communauté européenne.
En 1971, en hommage à son engagement européen de longue date, notamment aux côtés de Jean Monnet du Comité pour les États-Unis d’Europe, Pierre Werner reçoit la médaille en or Robert Schuman.
En octobre 1998, il reçoit des mains du prince Felipe VI le Prix Prince des Asturies « pour sa contribution au processus d’union monétaire qui a culminé dans la création de l’euro ».

### Mandats politiques
Il remplit la fonction de Président du gouvernement (Premier ministre) de façon ininterrompue de 1959 à 1974, puis de 1979 à 1984. Cette fonction est chaque fois combinée avec plusieurs portefeuilles ministériels :
- 29 décembre 1953 : nomination comme ministre des Finances ;
- 1954-1959 : ministre des finances et ministre de la force armée ;
- 1959-1964 : président du gouvernement et ministre des finances ;
- 1964-1967 : président du gouvernement, ministre du trésor, ministre des affaires étrangères, ministre de la justice ;
- 1967-1969 : président du gouvernement, ministre du trésor, ministre de la fonction publique ;
- 1969-1974 : président du gouvernement, ministre des finances, ministre des affaires culturelles ;
- 1979-1984 : président du gouvernement, ministre du trésor, ministre des affaires culturelles.

Il est député et chef du groupe parlementaire chrétien-social de 1974 à 1979. Pendant cette période il joue le rôle de chef de l’opposition parlementaire. Le PCS remporte les élections législatives luxembourgeoises de 1979. Élu au même moment au Parlement européen, Pierre Werner démissionne de ce mandat parlementaire pour retrouver la présidence du gouvernement. Il occupe ce poste jusqu’en 1984, tout en dirigeant le département du Trésor, des Affaires culturelles et des Cultes. Pendant cette période, il s'attache à résoudre les problèmes économiques et sociaux de la grave crise sidérurgique. En même temps il pose les premiers jalons pour la réalisation d'une politique médiatique basée sur l'utilisation de satellites de télécommunication. Il joue un rôle majeur dans la promotion du Luxembourg au rang de place financière internationale.

### Après son engagement politique
Après avoir quitté la scène politique en 1984, Pierre Werner continue de s’engager dans des activités officielles et culturelles.
De 1985 à 1987, il occupe le poste de président du Conseil d’administration de la Compagnie luxembourgeoise de télédiffusion (CLT, « Radio Luxembourg »). De 1989 à 1996, il est Président du Conseil d’administration de la Société européenne des Satellites. En 1996, il en devient le président d’honneur. Pierre Werner lutte tant à l'extérieur qu'à l'intérieur du Luxembourg pour faire aboutir sa vision d'un satellite luxembourgeois à moyenne puissance, permettant à son pays de devenir un pionnier des télécommunications mondiales par satellite.
En tant que membre du Conseil de la Banque centrale du Luxembourg (BCL), Pierre Werner contribue activement à sa création, en 1998, au sein du système européen de banques centrales, système qu’il a esquissé dans son rapport 30 ans plus tôt. Il siège dans ce conseil jusqu’à la fin de l’année 1999.
Il est membre de la Commission nationale d'éthique du Grand-Duché de Luxembourg.
Pierre Werner est décédé le 24 juin 2002. Son épouse est décédée en 1984.

## Distinctions
- Grand-croix de la Légion d'honneur, remis par Georges Pompidou (Promotion 1970)[6]
- Grand-croix de l'ordre du Faucon ( Islande) (promotion 1969)[7]

## Sources

## Compléments